# Manuel dos Santos Lima
Manuel Guedes dos Santos Lima (Cuíto, 28 de janeiro de 1935 — Barreiro, 17 de dezembro de 2024) foi um linguista, escritor, jornalista, advogado, político e militar ango-santomense.
Foi o primeiro comandante do Exército Popular de Libertação de Angola (EPLA), base do atual Exército Angolano.

## Biografia
Nasceu a 28 de janeiro de 1935, na cidade do Cuíto, na província do Bié, em Angola. O seu pai era oriundo de São Tomé, facto ressaltado na sua obra Sementes da Liberdade.
Desde jovem que o autor se destacava, apresentando-se como o primeiro classificado no exame do quarto ano. Aos doze anos, foi para Lisboa para concluir seus estudos no Liceu Camões e, posteriormente, estudar na Faculdade de Direito (1953) da Universidade de Lisboa. Foi colega de Francisco Sá Carneiro, Jorge Sampaio e Pinto Balsemão. Em Lisboa, torna-se residente da Casa dos Estudantes do Império (CEI), sendo um dos mais importantes colaboradores da revista Mensagem (uma publicação da CEI).
Foi o representante de Angola no 1.º Congresso Internacional dos Escritores e Artistas Negros, em Paris (em 1956), e no Congresso Afro-Asiático de Escritores, no Cairo (1962). Em Paris, trabalhou com Léopold Sédar Senghor e Aimé Césaire na revista Présence Africaine.
Santos Lima foi o primeiro oficial negro do exército português, mas desertou para lutar pela independência de Angola. Desertou em Damasco, seguindo depois para Beirute, onde havia um núcleo nacionalista angolano, dirigido por Marcelino dos Santos. Coube-lhe a formação, bem como a tarefa de ser o primeiro comandante do Exército Popular de Libertação de Angola (EPLA), o braço armado guerrilheiro do Movimento Popular de Libertação de Angola (MPLA).
Entre 1961 e 1963 participou como comandante do EPLA na Guerra de Independência de Angola. Porém, resolve deixar o MPLA por divergências com a liderança de Agostinho Neto.
Entre 1963 e 1968, doutorou-se em literatura comparada, na Universidade de Lausanne, na Suíça. Sua tese foi sobre a obra de Castro Soromenho (1975), seu amigo pessoal. A tese foi escrita enquanto morou no Canadá e na Suíça.
Leccionou no Canadá até 1982, onde ensinou sobre literatura portuguesa, francesa e espanhola. Leccionou em Rennes, durante 20 anos, e em Nantes, Lisboa (Universidade Moderna) e Luanda, onde chegou a ser reitor da Universidade Lusíada de Angola.
Encabeçou um dos movimentos de oposição ao MPLA após o pluripartidarismo, fundando o Movimento de Unidade Democrática para a Reconstrução (MUDAR), em 1991, sendo convidado a concorrer às eleições para a Presidência da República de Angola em 1992 pela referida agremiação.
Após a sua jubilação acadêmica, Manuel dos Santos Lima passou a viver em Portugal, dedicando-se à literatura e à revisão dos seus escritos.

## Morte
Morreu no Hospital Nossa Senhora do Rosário/Centro Hospitalar Barreiro Montijo, em Barreiro, Portugal, no dia 17 de dezembro de 2024, aos 89 anos.

## Obras
Obras escritas por Manuel dos Santos Lima:
- Kissange (1961) - volume de poesias,
- A Pele do Diabo (1977; “The Skin of the Devil”) - a peça do teatro,
- As Sementes da Liberdade (1965; “The Seeds of Liberty”) - o primeiro romance,
- As Lagrimas e o Vento (1975; “Tears and Wind”) - o romance,
- Os anões e os mendigos (1984; “Dwarfs and Beggars”) - o romance.